# Biserica „Sfântul Dumitru” din Izbiște
Biserica „Sfântul Mare Mucenic Dumitru” și monumente funerare este o biserică amplasată în Izbiște, raionul Criuleni, Republica Moldova. Este un monument arhitectural și de artă de importanță națională inclus în Registrul monumentelor Republicii Moldova ocrotite de stat cu nr. 317 (raionul Criuleni). Ansamblul datează din sec. al XIX-lea, iar biserica propriu-zisă din 1838-1839.